# شورای متحده مرکزی اتحادیه کارگران و زحمتکشان ایران
 شورای متحده مرکزی اتحادیه کارگران و زحمتکشان ایران یک مرکز سندیکایی تحت رهبری حزب توده در ایران بود.

## تاریخ

### تأسیس
شورای متحده مرکزی از طریق ادغام دو سندیکای تا آن زمان متخاصم، شورای مرکزی اتحادیه کارگران (سندیکای همسو با حزب توده) و فراکسیون اکثریت هیئت مرکزی تأسیس شد. این ادغام در تاریخ ۱ مه ۱۹۴۴ اعلام شد. در ۸ مه ۱۹۴۴، یک مرکز صنفی کوچکتر، اتحادیه زحمتکشان ایران، در شورای متحده مرکزی ادغام شد و متعاقباً اتحادیه اتحادیه کارگران راه‌آهن در ۲۰ ژوئن ۱۹۴۴ به شورای متحده مرکزی پیوست.

## سازمان

### مطبوعات
شورای متحده مرکزی اتحادیه کارگران و زحمتکشان ایران روزنامه روزانه ظفر را منتشر می‌کرد. روزنامه بعدی این سندیکا بشر کرد نام داشت.